# Ahmed Abdirahman
Ahmed Abdirahman, född 1986 i Mogadishu, Somalia, är en somalisk näringspolitisk expert.
Ahmed Abdirahman flydde från inbördeskriget i Somalia till Sverige i januari 1998, tillsammans med sin mor och yngre bror. Under sista året på Tensta gymnasium gjorde han ett projektarbete om vatten i Somalia. Projektet ledde till att han erbjöds ett stipendium på Ross School i USA och blev sedan kvar i landet i sex år. I USA studerade han bland annat internationella relationer samt arbetade som assistent inom en skolkoncern.
Han har arbetat med den fredsbyggande FN-organisationen Interpeace, Centrum för forskning och dialog i Somalia och på amerikanska ambassaden i Stockholm. År 2014 startade han den ideella organisationen The Global Village. År 2016 grundade han Järvaveckan, ett initiativ i nordvästra Stockholm som syftar till att minska avståndet mellan politiker och boende i förorten. Under Järvaveckan i juni 2018 framträdde partiledarna för samtliga riksdagspartier i Sverige. Abdirahman arbetar sedan 2017 vid Stockholms handelskammare.
År 2017 utsåg tidningen Resumé honom till en av Sveriges 150 superkommunikatörer och 2018 toppade han Veckans Affärers lista över Sveriges supertalanger i kategorin "samhällsbyggare". Ahmed Abdirahman har utsetts till Framtida Ledare av tidningen Chef 2018, Göran Tunhammar-pristagare 2018, Framtidens Makthavare av makthavare.se 2017 samt Årets Opinionsbildare av Dagens Opinion 2017. År 2018 debuterade han som värd för radioprogrammet Sommar i P1.